# Línea 22 (Maldonado)
La línea 22 es una línea de transporte público del departamento de Maldonado, Uruguay.
Tiene dos ramales: uno sale del balneario Manantiales y otro de José Ignacio, ambos llegando a Punta del Este.

## Horarios
Al igual que la línea 42, el ramal de José Ignacio tiene tres salidas: partiendo al destino a las 14:00, a las 16 y 20 y a las 18 horas. Mientras que el de Manantiales posee cuatro: 12:30, 14:00, 16:20 y 18:00.